# Обрезание Господне
Обре́за́ние Госпо́дне (в Русской православной церкви По пло́ти обре́зание Го́спода Бо́га и Спаси́теля на́шего Иису́са Христа́; др.-греч. Ή κατά σάρκα Περιτομή τού Κυρίου καί Θεού καί Σωτήρος ημών Ιησού Χριστού; церк.-слав. Єже по пло́ти ѡ҆брѣ́занїе гдⷭ҇а бг҃а и҆ сп҃са на́шаго і҆и҃са хрⷭ҇та̀) — христианский праздник, отмечаемый в Католической и Православной церквях. В Православной церкви — великий праздник.

## Дата
Отмечается в католицизме 1 января по григорианскому календарю, в православии — 1 (14) января. В Русской православной церкви принят юлианский календарь.
В РФ дата Обрезания Господня широко известна в светском контексте как «Старый Новый год», так как в Российской империи до 1919 года совпадала с началом Нового года (так называемым «гражданским новолетием»).

## Богословское значение
Свидетельства о праздновании Обрезания Господня в Восточной церкви восходят к IV веку. На восьмой день после рождения младенец Иисус, по ветхозаветному закону, принял обрезание, установленное для всех еврейских младенцев мужского пола в знак Завета Бога с праотцом Авраамом и еврейским народом:

Сей есть завет Мой, который вы [должны] соблюдать между Мною и между вами и между потомками твоими после тебя: да будет у вас обрезан весь мужеский пол; обрезывайте крайнюю плоть вашу: и сие будет знамением завета между Мною и вами. Восьми дней от рождения да будет обрезан у вас в роды ваши всякий [младенец] мужеского пола, рожденный в доме и купленный за серебро у какого-нибудь иноплеменника, который не от твоего семени. Непременно да будет обрезан рожденный в доме твоем и купленный за серебро твое, и будет завет Мой на теле вашем заветом вечным. Необрезанный же мужеского пола, который не обрежет крайней плоти своей, истребится душа та из народа своего, [ибо] он нарушил завет Мой.
— Быт. 17:10—14
При совершении этого обряда Божественному Младенцу было дано имя Иисус («Господом спасён», см. Чис. 13:17), возвещённое Архангелом Гавриилом ещё в день Благовещения Пресвятой Деве Марии:

По прошествии восьми дней, когда надлежало обрезать [Младенца], дали Ему имя Иисус, нареченное Ангелом прежде зачатия Его во чреве.
— Лк. 2:21
По толкованию Отцов Церкви, Господь, Творец закона, принял обрезание, являя пример, как людям следует неукоснительно исполнять Божественные установления («Не думайте, что Я пришёл нарушить закон или пророков: не нарушить пришёл Я, но исполнить» (Мф. 5:17)). Господь принял обрезание, чтобы никто впоследствии не мог усомниться в том, что Он был истинным Человеком, а не носителем призрачной плоти, как учили некоторые еретики (докеты).
Святитель Димитрий Ростовский писал: «В обрезании Владыка наш явил большее смирение, нежели в рождении Своём: в рождении Он принял образ человека…, в обрезании же Он принял образ грешника, как грешник претерпевая боль, положенную за грех».
В новозаветное время обряд обрезания уступил место таинству Крещения, прообразом которого он являлся. Праздник Обрезания Господня напоминает христианам, что они вступили в Новый Завет с Богом и «обрезаны обрезанием нерукотворенным, совлечением греховного тела плоти, обрезанием Христовым» (Кол. 2:11).
Епископ Феофан Затворник сравнивал праздник обрезания с «обрезанием сердца», когда отсекаются страсти и похотные расположения: «Бросим прежние пагубные привычки, все утехи и всё, в чём прежде находили удовольствие, начнём с этого момента жить единственно для Бога во спасение своё».

## Богослужебные особенности
Господский праздник, соединяется с памятью святителя Василия Великого. При соединении этих двух служб предпочтение отдаётся службе свт. Василия Великого.
Совершается всенощное бдение с полиелеем, на котором поётся величание святителю Василию Великому. На девятой песни канона «Честнейшую…» не поётся, а поются припевы праздника и святого. Положен особый отпуст: «Иже во осьмый день плотию обрезатися изволивый нашего ради спасения…».
Совершается литургия Василия Великого, читается два евангельских зачала.